# Вайкс
Вайкс (нім. Weichs) — громада в Німеччині, розташована в землі Баварія. Підпорядковується адміністративному округу Верхня Баварія. Входить до складу району Дахау.
Площа — 18,72 км2. Населення становить 3565 ос. (станом на 31 грудня 2020).